# Tamagnini Manuel Gomes Batista
Tamagnini Manuel Gomes Batista (20 de novembre de 1949), conegut com a Nené o Tamagnini Nené, fou un futbolista portuguès de la dècada de 1970.
Fou 66 cops internacional amb la selecció portuguesa, amb la qual participà en l'Eurocopa 1984.
Pel que fa a clubs, defensà els colors de SL Benfica, amb més de 600 partits oficials i 19 títols guanyats.

## Palmarès
Benfica
- Primeira Divisão: 1968-69, 1970-71, 1971-72, 1972-73, 1974-75, 1975-76, 1976-77, 1980-81, 1982-83, 1983-84
- Taça de Portugal (7): 1969-70, 1971-72, 1979-80, 1980-81, 1982-83, 1984-85, 1985-86
- Supercopa Cândido de Oliveira: 1980, 1985
- Taça de Honra Lisboa FA (8)